# Khur
Khūr o Khvor (farsi خور) è il capoluogo dello shahrestān di Khor e Byabanak, circoscrizione Centrale, nella Provincia di Esfahan. Aveva, nel 2006, una popolazione di 6.216 abitanti. 